# Museo provinciale delle miniere - Miniera di Predoi
Il museo provinciale delle miniere - Miniera di Predoi (in tedesco Südtiroler Landesmuseum Bergbau - Kupferbergwerk Prettau) si trova a Predoi, in cima alla Valle Aurina, in Alto Adige; fa parte dei musei provinciali altoatesini.

## Storia

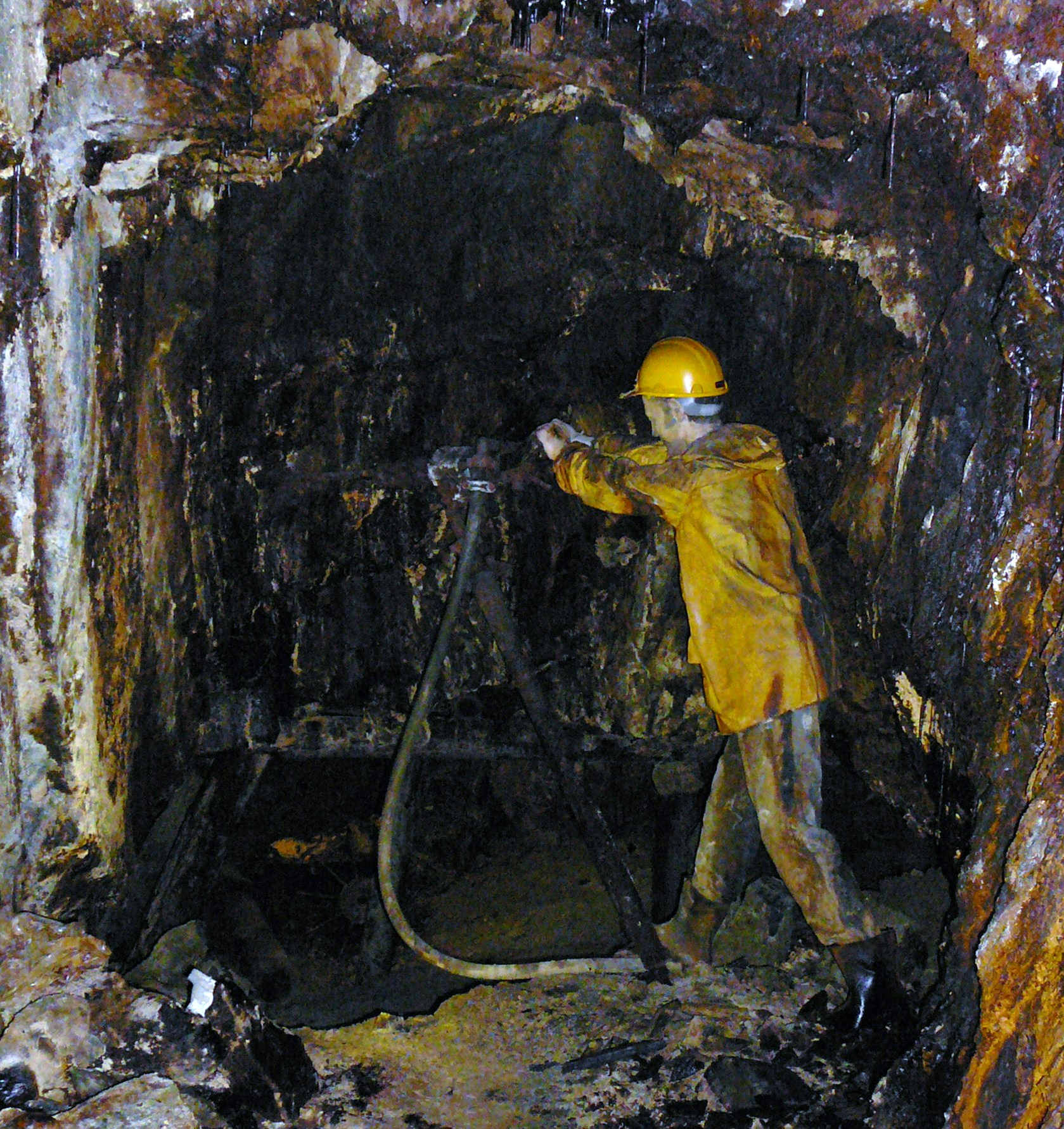
Esempio di ricostruzione

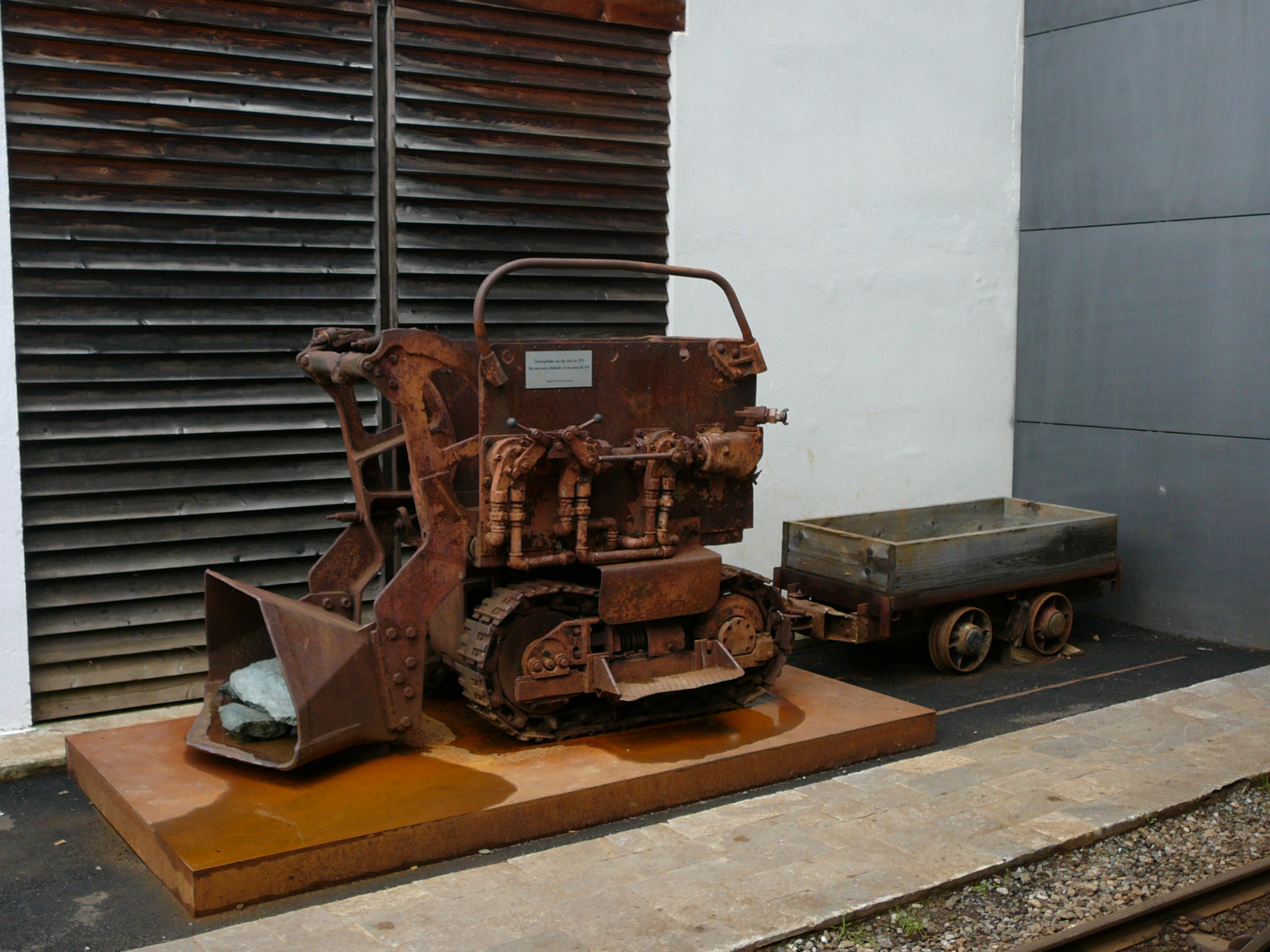
Una mini ruspa con carico ribaltabile

L'estrazione e la fusione diretta del metallo infatti è stata praticata fin dal 1400. Le prime citazioni sulla miniera si hanno infatti nel 1426, quando il principe Federico IV d'Asburgo-Tascavuota fece l'ordinazione di due cannoni per l'assedio del Castel Greifenstein (noto anche come castel del Porco) a Settequerce di Terlano. Nonostante ciò, un'ascia celtica trovata nel 1864 da un minatore, potrebbe far risalire lo sfruttamento minerario già all'età del bronzo.
Il rame estratto, in quanto sottile, si prestava in maniera particolare per la produzione di fili di rame molto sottili e per la produzione dell'ottone. Questo minerale doveva essere arrostito almeno tre volte per ridurne il contenuto di zolfo. Veniva quindi fuso per quattro volte, ottenendo così un'elevata purezza.
Gli imprenditori locali erano i conti Enzenberg, famiglia tirolese ancora attiva.
La produzione della miniera oscillava tra le 56 e le 84 tonnellate di rame. L'attività continuò fino al 1893; per breve vi fu anche una ripresa nel XX secolo, tra il 1957 e il 1971. Tuttora la miniera è in attività, anche se con miseri ricavi. Ad un unico addetto è stato concesso lo sfruttamento della miniera per l'estrazione del rame.
Fu solamente nel 1996 che si aprì il museo delle miniere, e nell'autunno del 2000 si aggiunse anche l'apertura del granaio di Cadipietra (Kornkasten Steinhaus).
Più recentemente, nel 2009, sempre all'interno della miniera è stato aperto un centro benessere, principalmente per i malati d'asma o comunque in generale per i malati alle vie respiratorie.

## Le gallerie
A Predoi la vena di minerale era disposta in verticale (cosiddetto Firstenbau) e fuoriusciva dal terreno ad una quota di 2080 metri.
Negli anni furono scavate diverse gallerie, mano a mano sempre più a bassa quota, e quindi sempre più lunghe:
|                                   | Lunghezza [m] | Altitudine [m] | Periodo d'attività |
| --------------------------------- | ------------- | -------------- | ------------------ |
| Pozzo St. Wilhelm                 | -             | 2080           | 1400               |
| Galleria St. Jakob                | 92            | 1965           | XV secolo          |
| Galleria St. Georg                | 96            | 1936           | 1530 - 1535        |
| Galleria St. Marx                 | 182           | 1910           | 1550 - 1555        |
| Galleria St. Johannes             | 296           | 1848           | 1560 - 1575        |
| Galleria St. Christoph Firstenbau | 514           | 1729           | 1585 - 1605        |
| Galleria St. Nikolaus Herrenbau   | 1086          | 1624           | 1611 - 1698        |
| Galleria St. Ignaz                | 1168          | 1516           | 1761 - 1804        |
| Pozzo Arciduca Giovanni           | 90            | 1430           | -                  |

### Galleria St. Ignaz

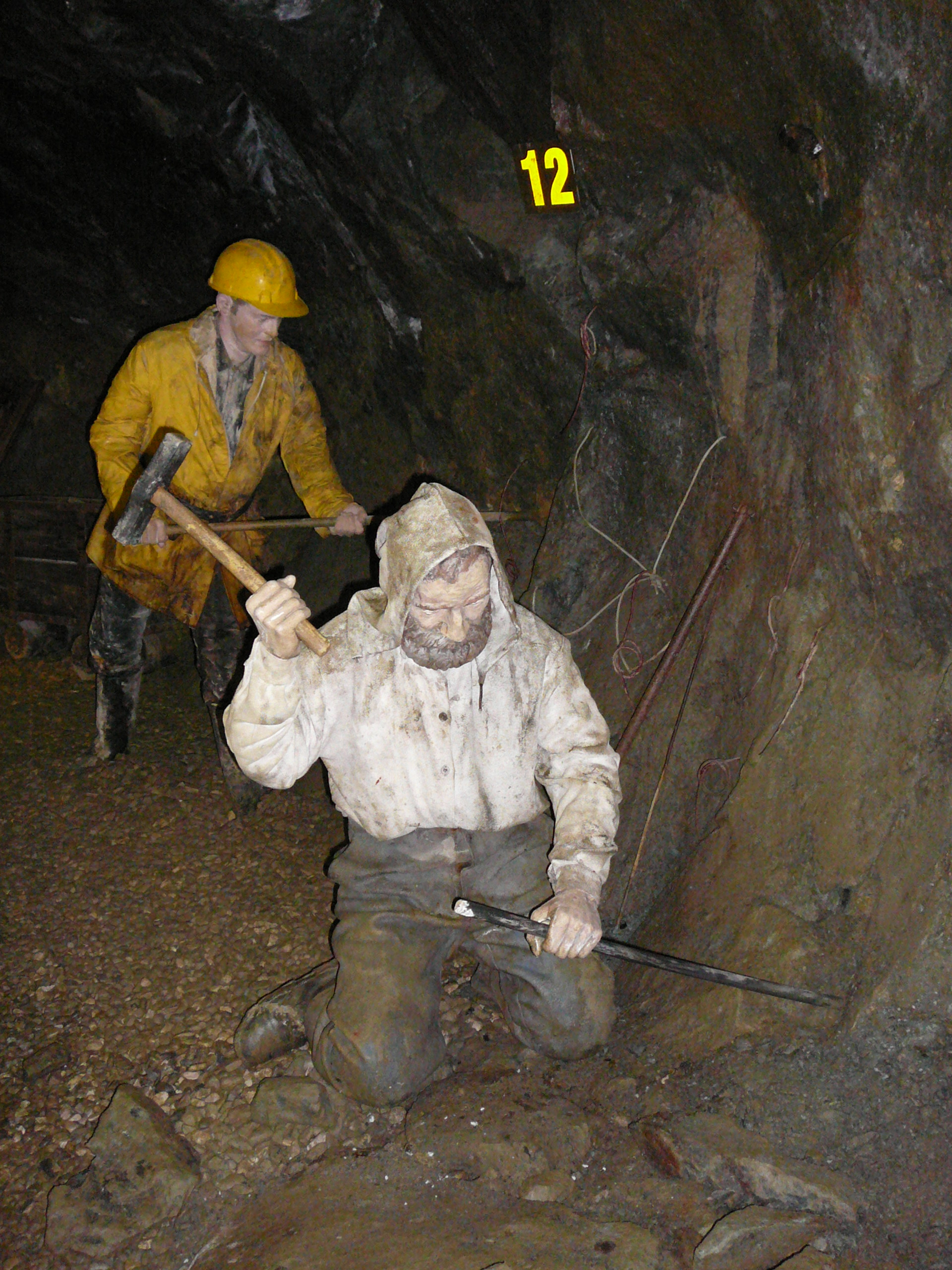
Ricostruzione di minatori al lavoro

La galleria St. Ignaz fu iniziata nel 1761. Si tratta della più bassa, più lunga e più recente galleria della miniera di Predoi, ed è anche l'unica ad essere stata scavata con l'uso della polvere nera. Dopo 43 anni i minatori raggiunsero il giacimento di minerale a 1017 metri di profondità. La galleria servì a lungo solo per il convogliamento dell'acqua.
A partire dal 1838, quando i minatori iniziarono a scavare il pozzo Erzherzog Johann, la galleria venne utilizzata per il trasporto del minerale.
Tutte le gallerie sono state scavate in leggera salita, in modo che l'acqua possa defluirne. Dai pozzi veniva poi prelevata con mezzi meccanici quali bindoli (macchina per sollevare acqua) e carrucole.

## Le fonderie

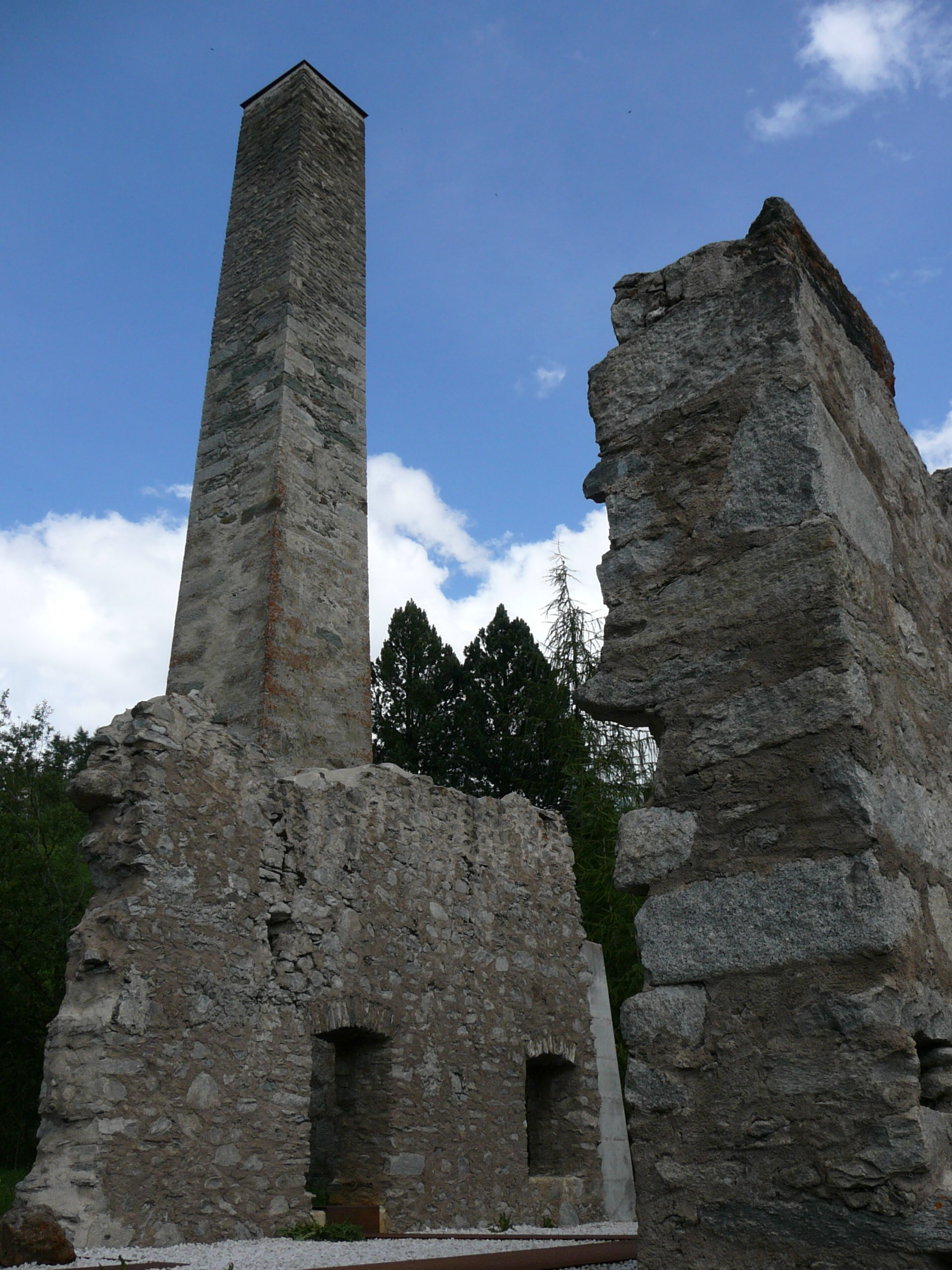
I resti della fonderia appena fuori dall'ingresso della miniera

Il minerale di rame scavato fin dall'inizio del XV secolo a Predoi fu per molto tempo fuso nelle vicinanze delle gallerie. Quando, all'inizio del XVI secolo, i boschi intorno al paese di Predoi erano stati tagliati quasi per intero, si trasferirono le fonderie più a valle. Nel 1878 una frana di grosse dimensioni distrusse la fonderia ad Arzbach fra Lutago e San Giovanni. Allora venne realizzata giusto al di fuori della galleria St. Ignaz una nuova fonderia che rimase in funzione fino alla chiusura della miniera nel 1893. Di questa fonderia oggi ne rimangono solo i ruderi.

## Visite guidate

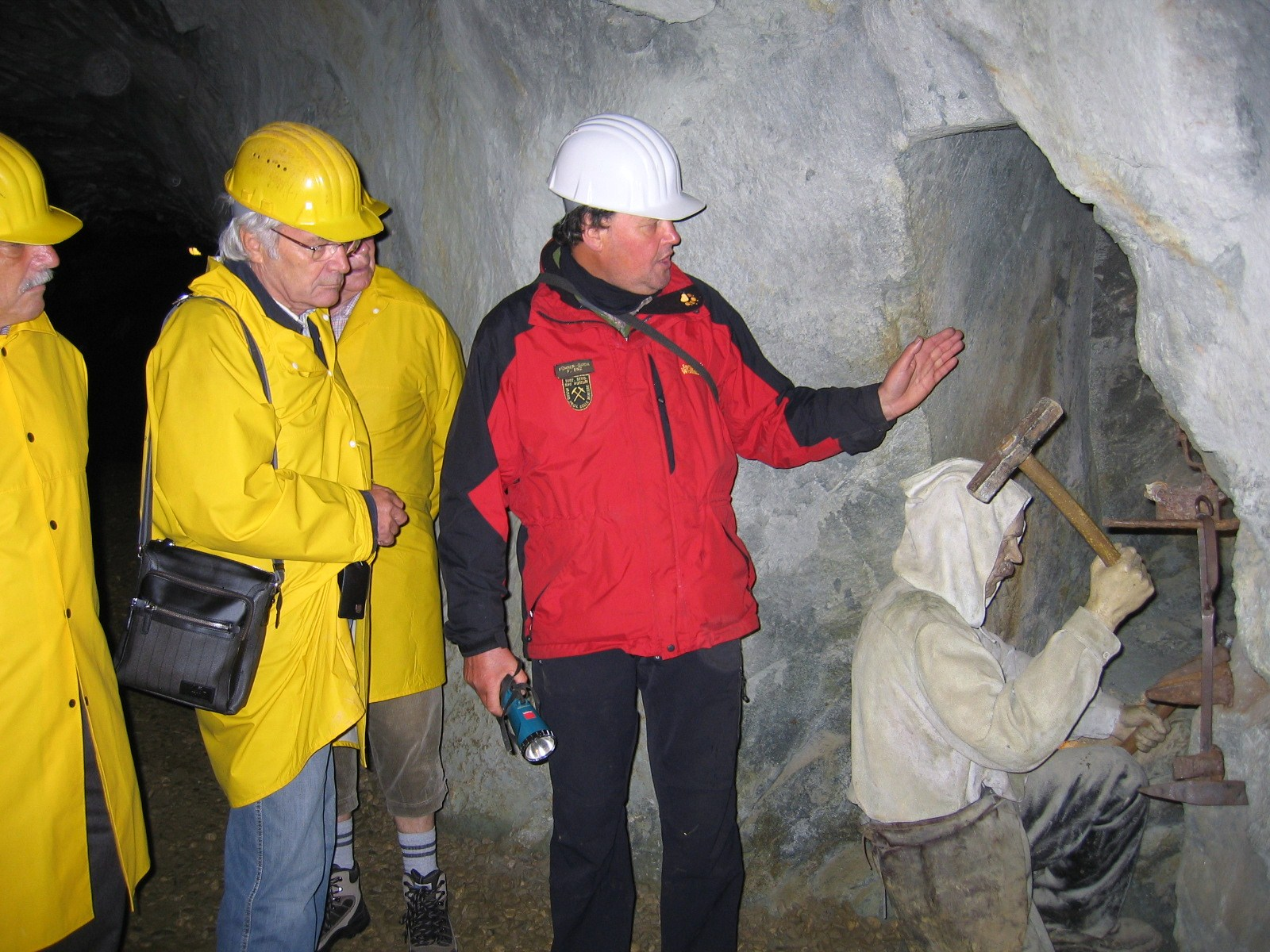
Una visita con una guida

La visita alla miniera si effettua mediante un piccolo trenino che, percorrendo la galleria St. Ignaz, conduce dentro le antiche viscere della miniera, dove inizia il percorso di visita guidato della durata di un'ora circa.